# Aldo Ghira
Aldo Ghira, detto Lallo (Trieste, 4 aprile 1920 – Roma, 13 luglio 1991) è stato un pallanuotista, nuotatore e imprenditore italiano, vincitore di una medaglia d'oro ai Giochi olimpici di Londra 1948.

## Biografia
Noto giocatore e campione di pallanuoto, centrattacco della SS Lazio, si laureò in Ingegneria e fondò a Roma l'impresa Ghira - Edilizia industriale. Sposò Maria Cecilia Angelini Rota, di nobile famiglia, ed ebbe tre figli maschi, che educò severamente. Fu il padre del criminale Andrea Ghira, uno dei tre autori (insieme ad Angelo Izzo e Gianni Guido) del massacro del Circeo, nonché di Filippo Ghira, giornalista e saggista. L'impresa venne invece ereditata dal figlio Paolo Ghira.

## Palmarès

### Palmarès da pallanuotista
- Giochi olimpici

Londra 1948 -  Regno Unito:  Oro, 6 vittorie e 1 pareggio
- Campionati europei

Montecarlo 1947 -  Monaco:  Oro, 3 vittorie e 2 pareggi
Campionato Italiano 1945 (assegnato nel 2021)

### Palmarès da nuotatore

#### Campionati italiani
1 titolo individuale e 2 in staffette, così ripartiti:
- 1 nei 200 m rana
- 1 nella staffetta 4 x 200 m stile libero
- 1 nella staffetta 3 x 100 m mista

| Anno | Edizione | 4x200 m st. libero | 200 m rana | 3x100 m mista |
| ---- | -------- | ------------------ | ---------- | ------------- |
| 1937 | Estivi   | 1                  | -          | 1             |
| 1940 | Estivi   | -                  | 1          | -             |